# 붐 (잡지)
《붐》(태국어: บูม 붐[*], Boom)은 태국의 주간 만화 잡지이다. 네이션 멀티미디어 그룹의 계열사인 네이션 에듀테인먼트가 발간하고 있다. 《주간 소년 점프》 등에 연재된 일본 원작의 만화들을 번역하여 싣거나 태국 만화가의 만화를 싣는데, 전자가 수적으로 우세하다.
이하의 목록은 완전한 목록이 아니며, 대표적인 작품들만 나열한 것이다. 목록에서 별도의 표시가 없는 만화는 모두 일본 원작이다.

## 과거에 실렸던 만화
- 드래곤볼
- 데스노트
- 테니스의 왕자
- 슬램덩크
- 고스트 바둑왕[2]
- 헌터X헌터
- 아이실드 21
- 휘슬!
- 릴림 키스
- 떴다! 럭키맨
- M×0
- 와일드 하프
- 네코마진
- 샌드랜드
- 프리티 페이스
- 마키바오

## 연재 중인 만화
- 나이프 13(태국어: มีดที่ 13, 태국 만화)
- 아파이마니 사가(태국어: อภัยมณี ซาก้า 아파이마니 사까[*], 태국 만화)
- 첩보원 조(Joe the Sea-Cret Agent, 태국 만화)
- 블리치[2]
- 나루토
- 누라리횬의 손자
- 바쿠만
- 스켓 댄스
- 죠죠의 기묘한 모험
- 리얼
- 오마가도키 동물원

## 참고 문헌
1. ↑  (태국어) ARTgazine Articles
2. 1 2  (태국어) รวมการ์ตูนดัง 보관됨 2016-03-13 - 웨이백 머신

## 같이 보기
- 주간 소년 점프
- Neoz